# Cotta Internațional
Cotta Internațional este o companie producătoare de mobilă din Arad, România, înființată în anul 2000.
În anul 2010, compania a achiziționat o fabrică de mobilă din Ineu.
Număr de angajați:
- 2012: 650[1]
- 2010: 700[2]

Cifra de afaceri:
- 2009: 38,5 milioane euro[3]
- 2005: 14 milioane euro[3]